# Hořovice (stacja kolejowa)
Hořovice – stacja kolejowa w Zdicach, w kraju środkowoczeskim, w Czechach. Znajduje się na wysokości 360 m n.p.m.
Jest zarządzana przez Správę železnic. Na stacji istnieje możliwość zakupu biletu i rezerwacji miejsc.

## Linie kolejowe
- 170 Beroun - Plzeň - Cheb